# Bessans
Bessans ist eine französische Gemeinde im Département Savoie in der Region Auvergne-Rhône-Alpes. Bessans hat 352 Einwohner (Stand 1. Januar 2022) auf einer Fläche von 128,08 km².
Der Ort liegt in der Haute-Maurienne (Maurienne-Obertal) in der äußeren Zone des Nationalparks Vanoise. In Bessans kann man Wintersport betreiben. Die Gemeinde bietet Möglichkeiten für den Nordischen und Alpinen Skisport. Nach einem Bergsturz unterhalb von Bessans bildete sich ein kleiner Stausee, auf dem man Eislaufen kann.
Von Bessans geht der Wallfahrtsweg auf den Rocciamelone durch die Vallée de Ribon. Am Anfang dieses Tals steht hoch über dem Dorf auf einem Gipfel die kleine Wallfahrtskapelle Chapelle de Tierce (2973 m).

## Biathlon
In Bessans finden regelmäßig im Biathlon-Stadion Stade de Biathlon Haute-Maurienne internationale Wettkämpfe statt, unter anderen die Biathlon-Europameisterschaften 2001, die Biathlon-Juniorenweltmeisterschaften 2004 und die Sommerbiathlon-Weltmeisterschaften 2008. Nationalteams oder Athleten Frankreichs und anderer Länder absolvieren hier ab und zu im Sommer ihr Höhentraining als Vorbereitung für die anstehende Wintersaison.